# Подолиха
Подолиха — деревня в составе Конёвского сельского поселения Шарьинского района Костромской области России.

## География
Деревня расположена на берегу реки Ветлуги.

## История
Согласно Спискам населенных мест Российской империи в 1872 году деревня относилась к 2 стану Ветлужского уезда Костромской губернии. В ней числилось 27 дворов, проживало 133 мужчины и 112 женщин.
Согласно переписи населения 1897 года в деревне проживало 295 человек (104 мужчины и 191 женщина).
Согласно Списку населенных мест Костромской губернии в 1907 году деревня относилась к Глушковской волости Ветлужского уезда Костромской губернии. По сведениям волостного правления за 1907 год в ней числилось 68 крестьянских дворов и 388 жителей. Основным занятием жителей деревни был лесной промысел.

## Население
| 2008 | 2010 | 2014 | 2024 |
| ---- | ---- | ---- | ---- |
| 31   | ↘23  | ↗31  | ↘11  |